# Safariland Stukenbrock
Koordinaten: 51° 53′ 21″ N, 8° 40′ 51″ O
Das Safariland Stukenbrock (bis Anfang 2019: Zoo Safaripark Stukenbrock, davor bis April 2011: Hollywood- und Safaripark Stukenbrock) ist ein Freizeitpark in Schloß Holte-Stukenbrock, Kreis Gütersloh, Nordrhein-Westfalen (Deutschland). Betrieben wird er von der Senne Großwild Safariland GmbH & Co KG.

## Geschichte
Das Safariland, in dem zahlreiche exotische Tiere die eigentlichen „Attraktionen“ sind, wurde am 15. Juli 1969 eröffnet. Alles begann mit der Idee, „eine afrikanische Safari mitten in Deutschland“ zu errichten. 1972 fuhr der „Affenzug“ (heute Affen-Express) das erste Mal durch das Affen-Gehege.
Als Ergänzung wurde ein Vergnügungspark mit Fahrgeschäften eingerichtet, darunter das erste Swinging-Boat Europas und die inzwischen stillgelegte 350 m lange Achterbahn Flying Tiger. Im Vergnügungspark findet sich weitgehend das Safari-Thema wieder. Auch die im Laufe der Zeit neu eröffneten Attraktionen, ein Indoor-Spielplatz sowie ein Resort zum Übernachten, sind thematisch an den Safari-Gedanken angelehnt. In den 1990er Jahren wurde mit dem Äffchen „Woody“ ein Maskottchen angeschafft: Woody war im Logo des Parks zu sehen und zeigte den Parkbesuchern auf Tafeln unter anderem, wo der Eingang zur Safarifahrt ist.
Der Park feierte 2019 sein 50-jähriges Jubiläum. Bis zu seinem Tod im Januar 2019 war Fritz Wurms Geschäftsführer des Safarilands. Seine Frau Elisabeth Wurms übernahm 2019 im Anschluss die Geschäftsführung.
Während der Corona-Krise 2020 konnte der Park dank einer Corona-Ausnahmeregelung als erster Tierpark in Europa wieder öffnen. Hierfür wurde der mit dem Auto befahrbare Bereich vergrößert. Neben weiteren Schutzmaßnahmen wurde außerdem ein kontaktloser Check-in eingeführt.

## Attraktionen

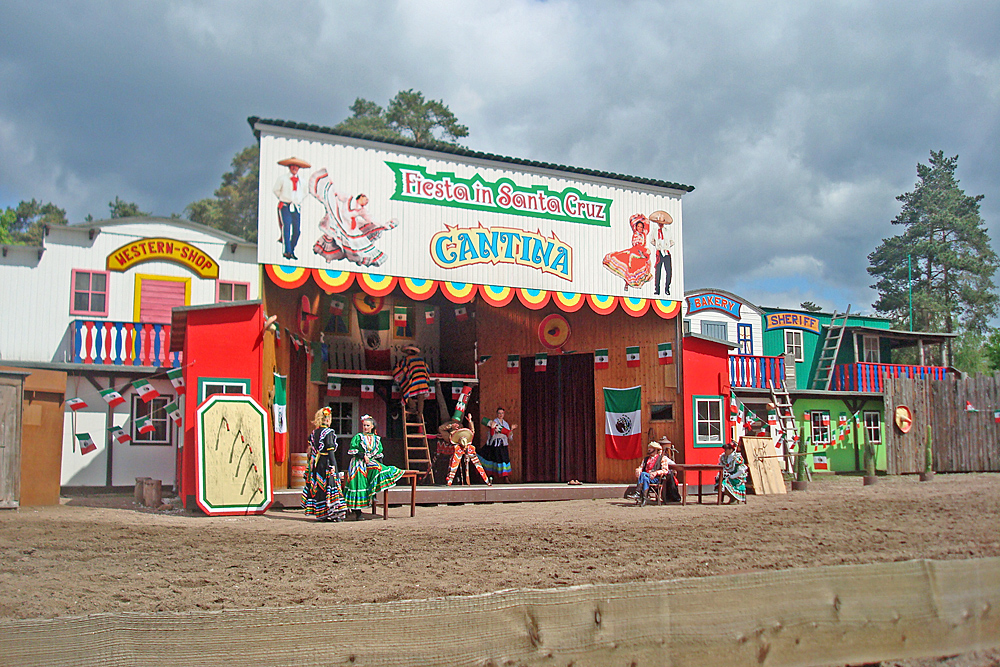
Szene aus dem Showprogramm „Fiesta Santa Cruz“ in der Westernstadt Dodge City

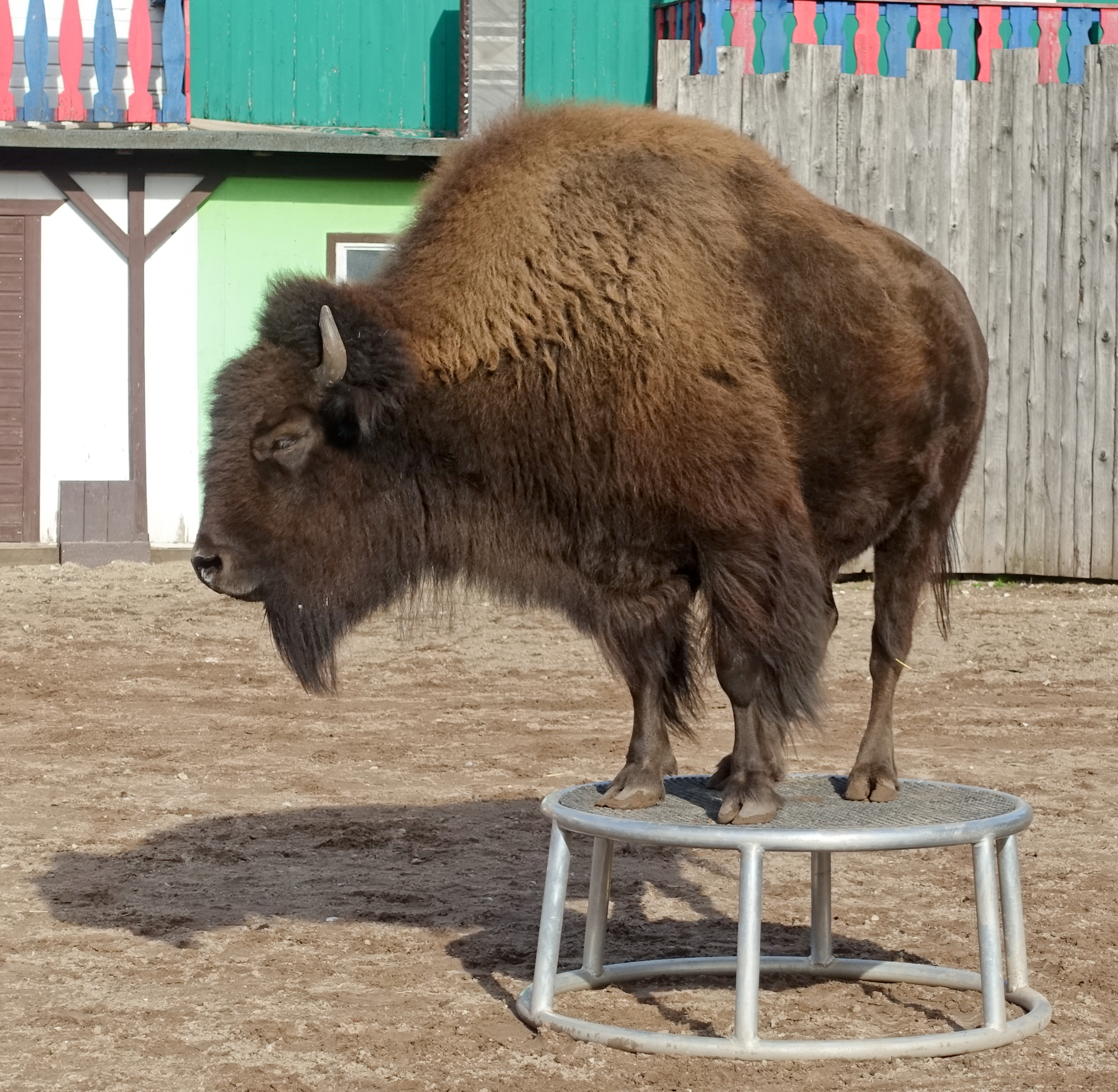
Dressierter Bisonbulle in der Westernstadt

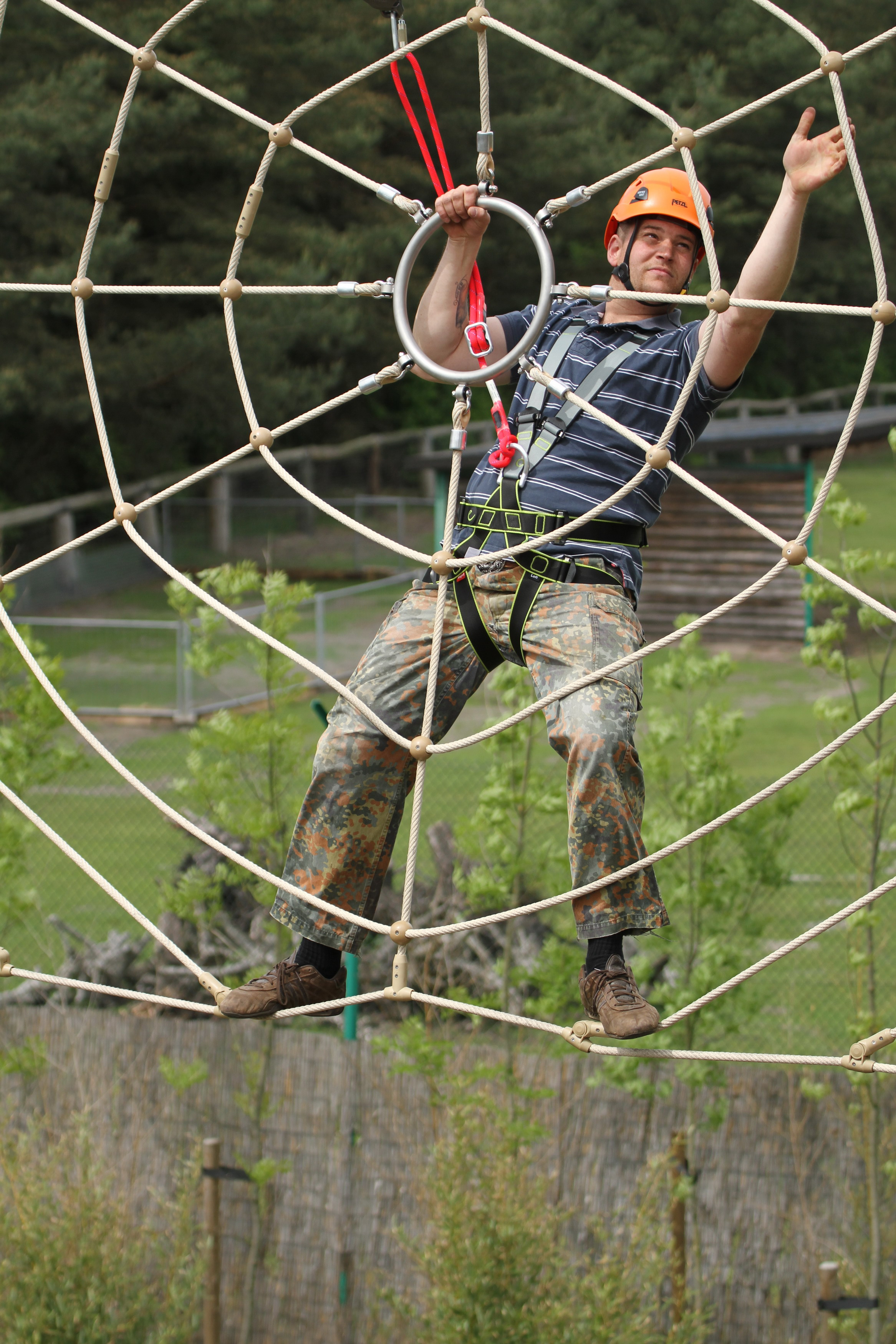
Hochseilgarten über der Geparden-Freianlage im Safariland Stukenbrock

Im Safariland Stukenbrock stehen die Tiere im Mittelpunkt. Es beherbergt rund 600 Tiere in 35 Arten. Mit dem eigenen Auto oder dem Safari-Bus durchfährt man neben der Löwensavanne und der Tiger-Taiga auch die Savannenlandschaft und somit die drei Sektionen des Tierbereiches. Der fußläufige Wildlife-Zoo wird durch eine Westernstadt („New Dodge City“) ergänzt, hier werden regelmäßig Westernshows gezeigt. Ebenfalls angegliedert ist ein Freizeitpark im überwiegend afrikanischen Stil. Hier gibt es ca. 30 Fahrgeschäfte für große und kleine Gäste. Insgesamt ist das Konzept für Familien mit Kindern ausgelegt. Einige Attraktionen wie „The Flying Oil Pump“ oder „Giraffe Tower“ richten sich jedoch eher an Jugendliche und Erwachsene; so auch die Wasserbahn „Kongo-River“. Sie ist mit 21 Metern Höhe die höchste Doppelabfahrt in Deutschland.

### Achterbahnen
| Name                                      | Typ                  | Hersteller | Max. Höhe | Länge | Max. Tempo | Eröffnung | Anmerkung |
| ----------------------------------------- | -------------------- | ---------- | --------- | ----- | ---------- | --------- | --------- |
| Wilde Biene (ehem. Marienkäferachterbahn) | Large Tivoli Coaster | Zierer     | 9 m       | 360 m | 36 km/h    | 1979      |           |

### Wasserbahnen
| Name        | Typ        | Hersteller | Max. Höhe | Länge | Max. Tempo | Eröffnung | Anmerkung                                        |
| ----------- | ---------- | ---------- | --------- | ----- | ---------- | --------- | ------------------------------------------------ |
| Kongo River | Wave Rider | Van Egdom  | 21 m      | 425 m | -          | 1994      | Die Doppelabfahrt ist die höchste in Deutschland |
| Kanalfahrt  | Kanalfahrt | Mack Rides | -         | -     | -          | -         |                                                  |

### Sonstige Attraktionen
| Name                                        | Typ                 | Hersteller  | Max. Höhe | Länge | Eröffnung | Anmerkung                                                                      |
| ------------------------------------------- | ------------------- | ----------- | --------- | ----- | --------- | ------------------------------------------------------------------------------ |
| Balloon Race                                | Balloon Race        | Zamperla    | 10 m      | -     | -         |                                                                                |
| The Flying Oil Pump                         | Cataclysm           | Fabbri      | 20 m      | -     | 2000      |                                                                                |
| Hochseilgarten über der Geparden-Freianlage | Hochseilgarten      | -           | 6 m       | 70 m  | 2012      | 2010 begann die Planung, 2012 wurde sie umgesetzt, 400.000 € Einzelinvestition |
| Giraffe Tower                               | Mega Drop           | Fabbri      | 35 m      | -     | 1998      |                                                                                |
| Africa Swing                                | Kettenkarussell     | Zierer      | 12 m      | -     | 2016      |                                                                                |
| Crocodile Ride                              | Wild Water Rondell  | Zierer      | 3,5 m     | -     | 1998      |                                                                                |
| Kaffeetassen-Karussell                      | Tea Cup             | Zamperla    | -         | -     | -         |                                                                                |
| Oldtimerfahrt                               | Oldtimerfahrt       | Ihle        | -         | -     | -         |                                                                                |
| Free Fall Hip Hop                           | Spring Ride         | Moser Rides | 9 m       | -     | -         |                                                                                |
| Westernschaukel                             | Motorschaukel Komet | Inno-Heege  | -         | -     | -         |                                                                                |
| Orient Express                              | Parkrundfahrt       | -           | -         | -     | 1976      |                                                                                |
| Wet'n Wild                                  | Wet’n Wild          | Moser Rides | -         | -     | 2012      |                                                                                |

### Shows
- Western-Show in „NEW DODGE CITIY“

### Ehemalige Attraktionen
- Swinging Boat Kontiki (2003–2010)
- Black Fly (1999–2015)
- Disco Round (1989–2000)
- Flying Tiger (1981–2022)[6]
- Las Vegas Magic Show

### Safari Erlebnis-Resort
Laut Angaben des Betreibers auf der Website verfügt das Erlebnis-Resort über insgesamt 48 Safari-Lodges und Luxuszelte für je bis zu 6 Personen. Die Übernachtungsmöglichkeiten sind mitten im Park und in unmittelbarer Nähe einiger Tiere. Neben Klimaanlage, TV und eigenem Bad verfügen alle Übernachtungsmöglichkeiten über einen Kühlschrank und eine Terrasse. Auf Anfrage stehen auch behindertengerechte Einrichtungen zur Verfügung. Angegliedert ist zudem ein Restaurant.

## Geographie
Der Freizeitpark befindet sich etwa 19 km Luftlinie südöstlich von Bielefeld bei Stukenbrock, einem Stadtteil von Schloß Holte-Stukenbrock. Nahe an der nordwestlichen Begrenzung des Truppenübungsplatzes Senne liegt er unweit der A 33.

## Das Safari-Gelände

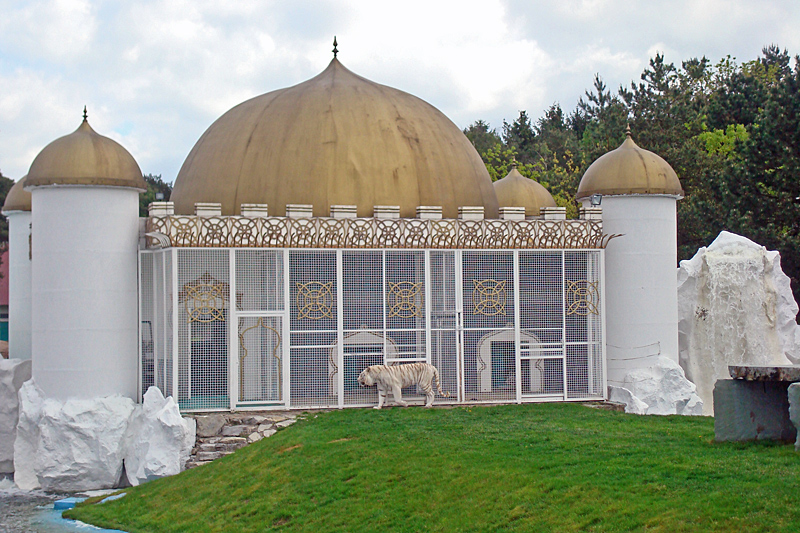
Weiße Tiger in der indischen Tempeln nachempfundenen Tigeranlage

Im „Safari-Gelände“ bestehen Tier-Freigehege mit altem Baumbestand, die den Tieren einen möglichst artgerechten Lebensraum und den Besuchern die Möglichkeit bieten, Tiere vom Auto aus zu erleben. Zu diesem Zweck sind asphaltierte Straßen angelegt worden, die so ausgerichtet sind, dass die Besucher während der Fahrt möglichst viele Tiere sehen. So können sie mit dem eigenen Auto oder im Safari-Bus das Löwenland, die Tiger-Taiga und die Savanne durchfahren. Hier sind Giraffen, Antilopen, Trampeltieren, Zebras und andere Grasfresser zu sehen. Das „Safari-Gelände“ ist in verschiedene Bereiche eingeteilt, die durch Sicherheitsschleusen getrennt sind. Für die Sicherheit sorgen Park-Ranger.

## Kooperation
1996 ging der Hollywood- und Safaripark in Stukenbrock eine Partnerschaft mit Siegfried und Roy ein. Diese weihten eine Anlage für weiße Löwen ein.
2000 und in den Folgejahren kamen immer wieder Zirkuselefanten ins Safariland, die hier ihr „Seniorenheim“ gefunden haben, wenn sie zu alt waren, um bei einem Zirkus mitzureisen. Seit 2022 lässt es außerdem der Organisation „David-Sheldrick Wildlifetrust“ Unterstützung zukommen. Insbesondere kommt die Hilfe dem Projekt zum Erhalt der Nationalparks in Kenia sowie einem Projekt zur Rettung und Aufzucht von Elefantenwaisen zugute.
2018 wurde ein deutschsprachiges Zuchtprogramm für Geparden gegründet und 2021 begann die Zusammenarbeit mit dem Internationalen Zuchtbuch für Geparden in Namibia.
2020 startete das Safariland die Zusammenarbeit mit GO FOR RHINO e. V. und setzt sich seitdem verstärkt für den Schutz südafrikanischer Nashörner ein.
2022 wurde das Safariland Mitglied der Deutschen Tierpark-Gesellschaft. Ebenso ist es Gründungsmitglied des am 22. April 2022 neu gegründeten Landeszooverbandes NRW.

## Tiere

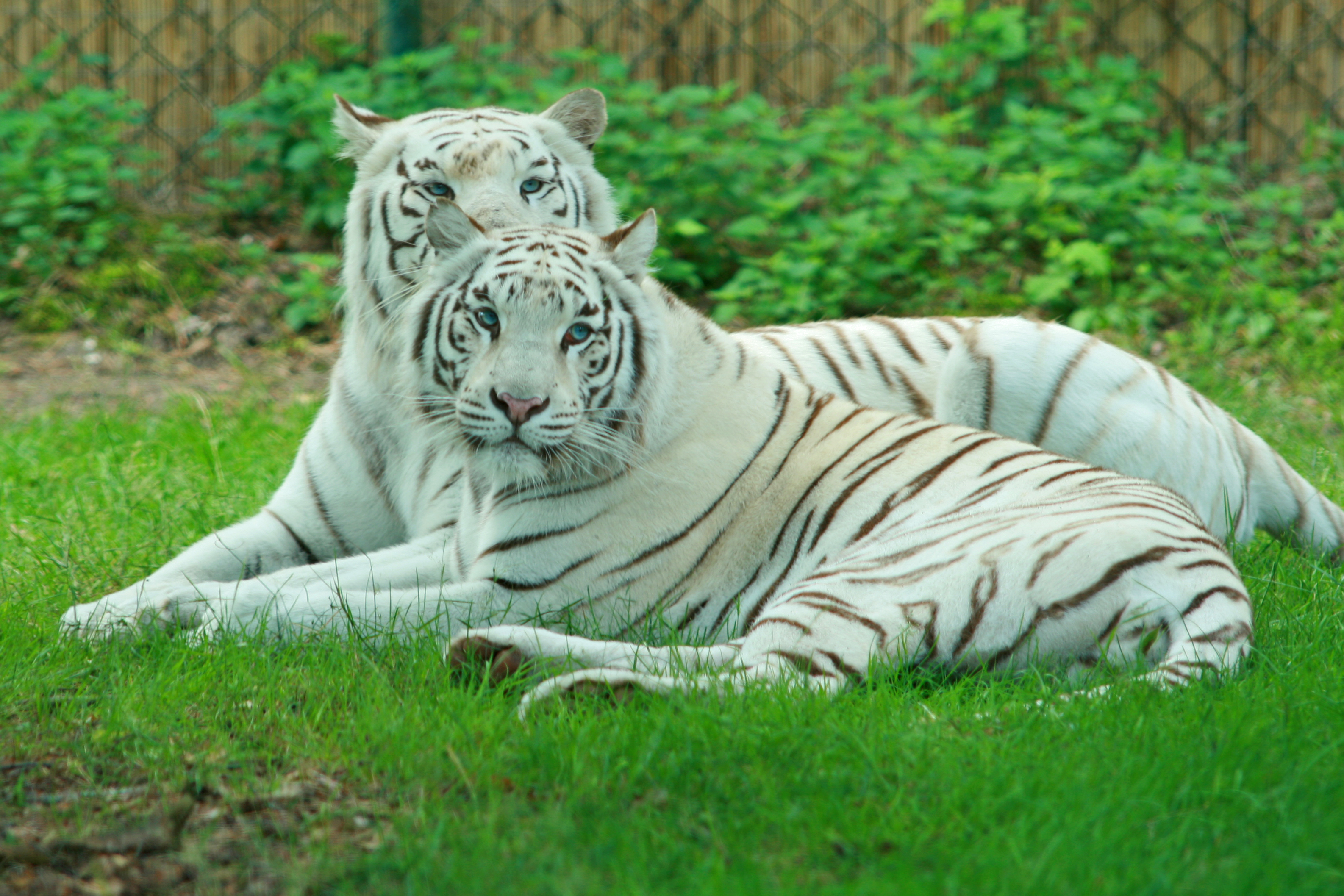
Weiße Tiger im Safariland Stukenbrock

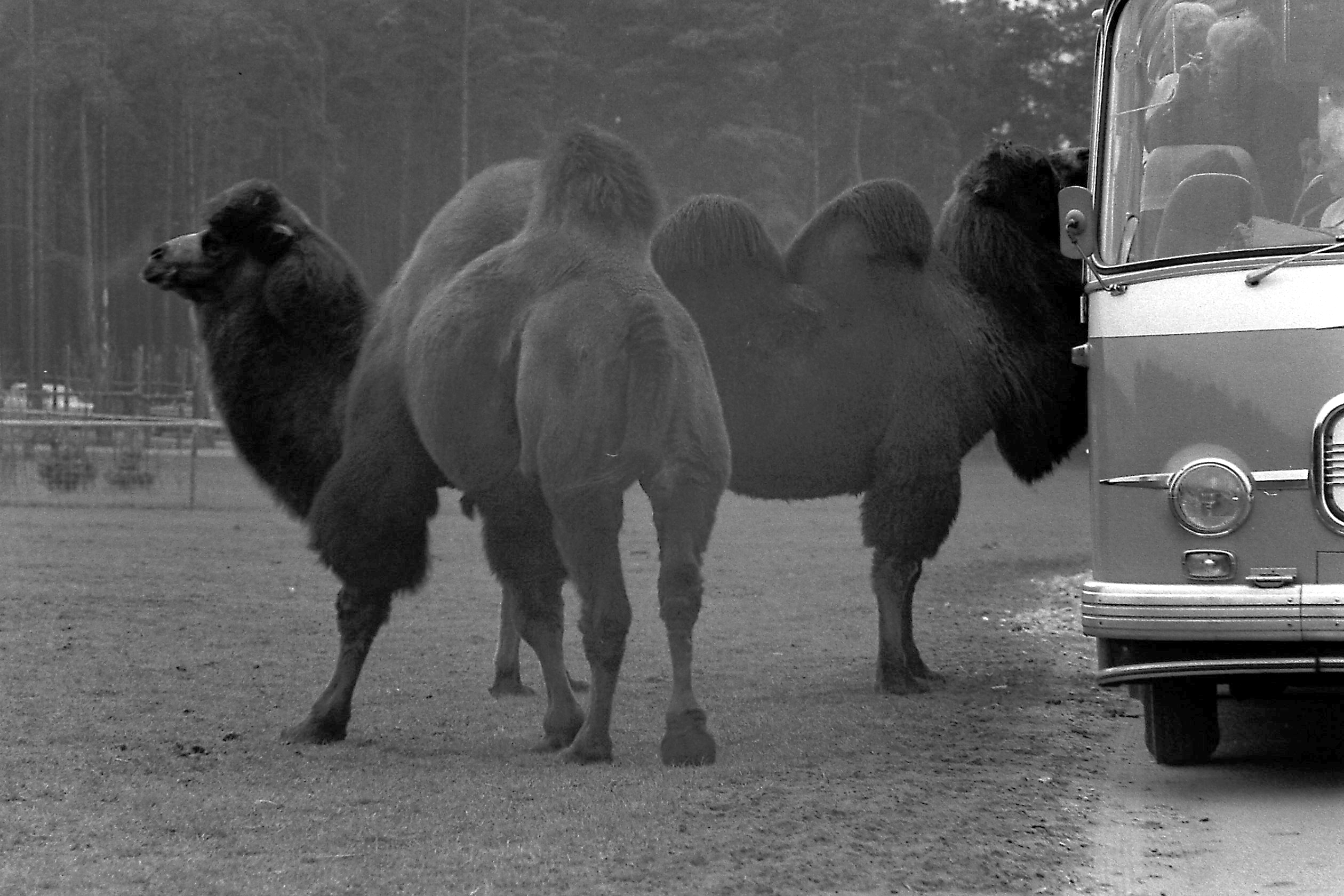
Trampeltiere (1971)

| Tiere im Safari-Gelände - Afrikanische Elefanten - Bengaltiger (auch weiße Exemplare) - Elenantilopen - Giraffen - Guanakos - Kattas - Lamas - Löwen (auch weiße Exemplare) - Nandus - Spießböcke - Steppenzebras - Streifengnus - Trampeltiere - Watussirinder | Tiere in Gehegen außerhalb des Safari-Geländes - weiße Bengaltiger - Berberaffen - ein Breitmaulnashorn - Erdmännchen - Geparde - Rosaflamingos - Westafrikanische Zwergziegen - ein Zebroid (hier: Kreuzung zwischen Pferdehengst und Zebrastute) |

## Kritik
Einem Bericht des Nachrichtenmagazins Focus von 2007 zufolge beklagten Tierschützer den Verkauf von 29 Bengaltigern aus dem Safariland Stukenbrock nach China, wo Raubkatzen industriell zu Potenzmitteln verarbeitet werden.
Im August 2015 berichtete die RTL-Sendung Team Wallraff in einer Undercover-Reportage, dass im Safariland Stukenbrock die Tiere sich laut der Recherchen im Freigehege nicht frei bewegen konnten. Wenn sie den Platz verließen, an dem die Parkbesucher sie besonders gut betrachten konnten, trieben Mitarbeiter sie mit Autos und Peitschen wieder zurück in den Teil des Parks, der für sie vorgesehen war. Für ihre 6-Tage-Woche erhielten die Angestellten des Parks 1100 Euro brutto pro Monat. Sie lebten auf dem Parkgelände, für die Zimmer bezahlen sie 150 Euro pro Monat.